# Kučići (Kakanj, BiH)
Kučići su naseljeno mjesto u općini Kakanj, Federacija Bosne i Hercegovine, BiH.

## Stanovništvo

### 1991.
Nacionalni sastav stanovništva 1991. godine, bio je sljedeći:
ukupno: 462
- Muslimani – 470
- Hrvati – 2

### 2013.
Nacionalni sastav stanovništva 2013. godine, bio je sljedeći:
ukupno: 380
- Bošnjaci – 376
- ostali, neopredijeljeni i nepoznato – 4